# 수랏타니 국제공항
수랏타니 국제공항(태국어: ท่าอากาศยานสุราษฎร์ธานี 영어: Surat Thani International Airport IATA: URT, ICAO: VTSB)는 수랏타니에 있는 국제공항이다. 수랏 타니 (Surat Thani)의 서쪽  21km에는 Royal Thai Air Force (RTAF) 비행 중대도 있다.  수랏타니에는 포장 된 활주로가 하나 있다.

## 운항 노선
| 항공사           | 목적지                 |
| ---------------- | ---------------------- |
| 중국국제항공     | 항저우                 |
| 뉴젠 항공        | 원저우                 |
| 녹에어           | 방콕(돈므앙)           |
| 싱가포르 항공    | 청두                   |
| 타이 에어아시아  | 방콕(돈므앙), 차앙마이 |
| 타이 스마일 항공 | 방콕(수완나품)         |
| 타이 라이언 에어 | 방콕(돈므앙)           |

## 통계

### 탑승객 합계
| 년도   | 합계      |
| ------ | --------- |
| 2005년 | 204,146   |
| 2006년 | 288,406   |
| 2007년 | 327,770   |
| 2008년 | 338,938   |
| 2009년 | 374,067   |
| 2010년 | 505,666   |
| 2011년 | 575,229   |
| 2012년 | 816,413   |
| 2013년 | 1,080,781 |
| 2014년 | 1,321,909 |
| 2015년 | 1,856,315 |
| 2016년 | 2,032,042 |
| 2017년 | 2,247,590 |

## 사건 및 사고
- 1998년 12월 11일, 타이항공 261편 사고는 폭우에 세 번째 착륙 시도를 하다가 추락하여 146명 중 101명이 사망했다.